# Acyrthosiphon emeljanovi
Acyrthosiphon emeljanovi är en insektsart. Acyrthosiphon emeljanovi ingår i släktet Acyrthosiphon och familjen långrörsbladlöss. Inga underarter finns listade i Catalogue of Life.